# Vinga
Vinga (in tedesco Theresiopolis), è un comune della Romania di 6 473 abitanti, ubicato nel distretto di Arad, nella regione storica del Banato.
Il comune è formato dall'unione di 3 villaggi: Mailat, Mănăștur, Vinga.
L'esistenza di Vinga è documentata per la prima volta in un documento del 1231. Dopo essere stata assalita e distrutta dai turchi, venne rifondata nel 1741 (o, secondo altri, nel 1737) e popolata da circa 125 famiglie bulgare provenienti da Kripoveţ, nella Bulgaria occidentale.

Il 1º agosto 1744 Vinga ottenne lo status di città, con il diritto ad un magistrato locale ed alcuni privilegi concessi dall'imperatrice Maria Teresa d'Asburgo; lo status di città venne perso con la riorganizzazione territoriale attuata dal regime comunista dopo la Seconda guerra mondiale.
Il più importante monumento di Vinga è la cattedrale cattolica, costruita nel 1892 in stile barocco dall'architetto E. Reiter.

## Immagini della cattedrale

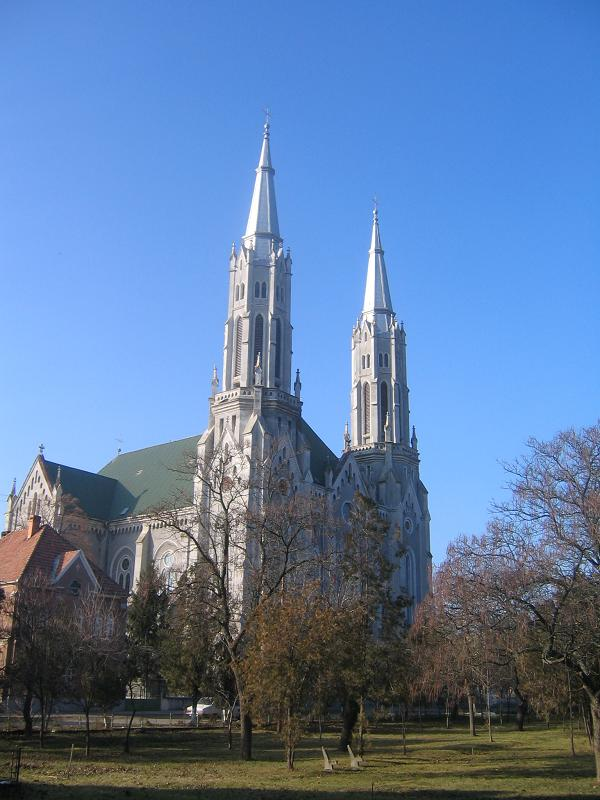
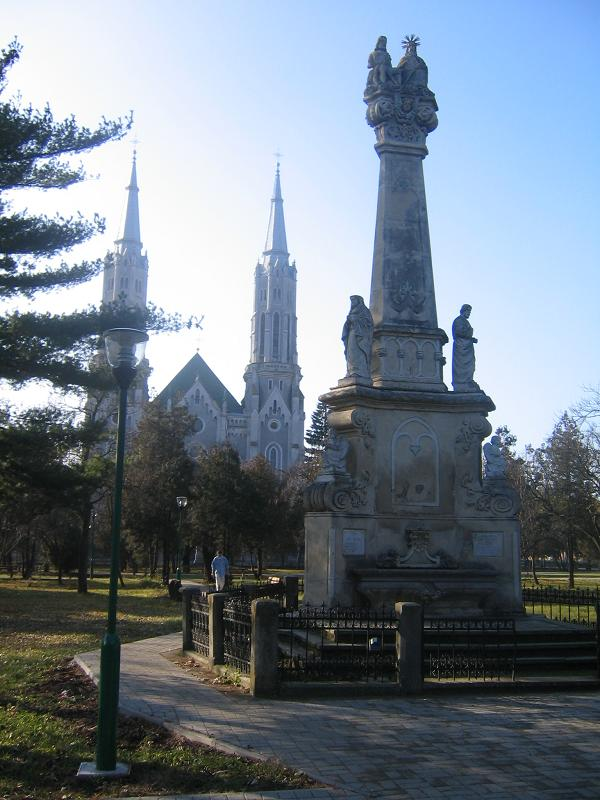
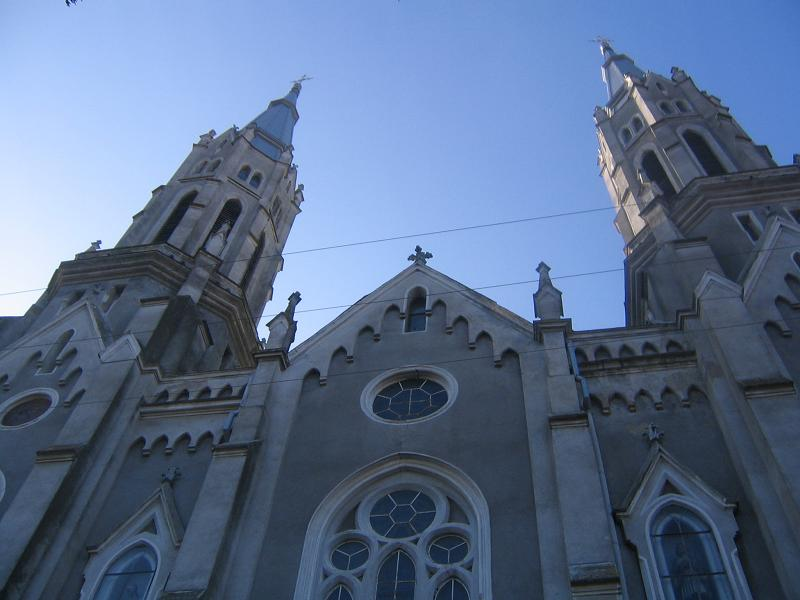